# 城西大學
城西大学是一所位在日本國埼玉縣的私立大學，創立於1965年。与城西国际大学是同一集团的姊妹校，另附设城西短期大学和附属中学。

## 历史
大学成立于1965年，最早设立经济学和理学专业，后逐步发展为综合大学。东京校区的设施与城西国际大学、城西短期大学共享。
紧邻城西大学的明海大学（牙医学部）与城西大学同源，但目前是独立的学校。

## 學部
- 經濟學部
  - 經濟學科
- 現代政策學科
  - 社會經濟系統學科
- 經營學部
  - 經營學科
- 理學部
  - 數學科
  - 化學科
- 藥學部
  - 藥學科
  - 藥科學科
  - 醫療營養學科

## 系列校
- 城西国際大学
- 城西短期大学
- 学校法人城西学園
  - 城西大学附属城西中学校・高等学校
- 学校法人城西川越学園
  - 城西大学付属川越高等学校